# Paramètre d'échelle
Cet article traite de statistiques. Pour le paramètre d'échelle en cosmologie, lire l'article distance comobile.

Animation de la fonction de densité d'une loi normale (forme de cloche). L'écart-type est un paramètre d'échelle. En l'augmentant, on étale la distribution. En le diminuant, on la concentre.

En théorie des probabilités et en statistiques, un paramètre d'échelle est un paramètre qui régit l'aplatissement d'une famille paramétrique de lois de probabilités. Il s'agit principalement d'un facteur multiplicatif.

## Définition
Si une famille de densités de probabilité, dépendant du paramètre θ est de la forme
{\displaystyle f_{\theta }(x)=f(x/\theta )/\theta \;,}
où f est une densité, alors θ est bien un paramètre d'échelle. Il dirige l’échelle ou encore la dispersion de la distribution. Si θ est grand, alors la distribution est très étalée, si θ est petit, la distribution est concentrée.
On peut exprimer {\displaystyle f_{\theta }} en fonction de {\displaystyle g(x)=x/\theta }, comme suit :
{\displaystyle f_{\theta }(x)=f(x/\theta )\times 1/\theta =f(g(x))\times g'(x)\;.}

## Paramètre d'intensité
Certaines densités sont plutôt paramétrées selon un paramètre d'intensité à la place du paramètre d'échelle. Le premier est défini comme l'inverse du second. Par exemple, pour la loi exponentielle, d'échelle β et de densité :
{\displaystyle f(x;\beta )={\frac {1}{\beta }}e^{-x/\beta },\;x\geq 0}
pourrait être reformulée à l'aide d'une intensité λ de la manière suivante :
{\displaystyle f(x;\lambda )=\lambda e^{-\lambda x},\;x\geq 0.}

## Exemples
- La loi normale possède deux paramètres : un paramètre de position μ (son espérance) et un paramètre d'échelle σ (son écart type).
- La distribution Gamma est généralement paramétrée en un paramètre d'échelle θ ou de son inverse.
- Des cas spéciaux de distributions où le paramètre d'échelle vaut 1 sont nommés distributions standard sous certaines conditions. Par exemple, si le paramètre de position est égal à 0 et que le paramètre d'échelle vaut 1, la loi normale ainsi que la loi de Cauchy sont dites standard.